# Rhopalurus junceus
Bọ cạp đỏ hay Bọ cạp xanh (Rhopalurus junceus) là một loài đặc hữu rất đặc thù của 36 loại bọ cạp khác nhau được tìm thấy trong các hòn đảo của Cuba, Cộng hòa Dominica và các khu vực Trung Mỹ. Nó được gọi là bọ cạp xanh do đuôi và ngòi đốt có màu xanh, còn được gọi là "bọ cạp đỏ" bởi vì cơ thể của mình có màu sẫm đỏ.

## Môi trường sống
Chúng phù hợp trong các hệ sinh thái khác nhau, chúng sống trong tất cả các loại rừng, thảo nguyên và các khu vực bán sa mạc. Chúng được tìm thấy trong đá hay cây đổ, thảm thực vật bên trong hoặc giữa các cây họ dứa biểu sinh. Chúng không có hang, nhưng sử dụng những nơi này để ẩn.

## Đặc điểm
Con trưởng thành dài từ 55 đến 100 mm. Con đực có cơ thể màu vàng nâu, hồng, cam, đuôi màu đỏ hoặc tím, ngòi chích duy nhất và tám chi tối hơn, đỏ tía, tím hoặc đen, với một tam giác màu đen.
Bọ cạp xanh sống 3-5 năm, mặc dù từ trẻ con non phải trải qua nhiều vấn đề tồn tại, một trong số con non không có đủ thức ăn để tồn tại, do đó, chỉ có khoảng 15% sống đến tuổi trưởng thành. Mỗi năm ở Cuba có hàng trăm người bị bọ cạp xanh chích, nhưng nọc độc của nó có chứa một liều LD50 của 8,0 mg / kg, đó là hầu như không được coi là một con bọ cạp nguy hiểm.

## Dược phẩm
Có một loại thuốc được làm từ chất độc này, trong đó tăng sản xuất của WBC, tăng miễn dịch của cơ thể và cũng có tính chất giảm đau và kháng viêm, mặc dù việc sử dụng của nó là được thử nghiệm.
Tại Cuba, nọc độc của loài bọ cạp xanh được bào chế thành thuốc dạng viên có tên là Vidatox, thuốc có tính kháng tế bào ung thư và kháng viêm rất cao. Người ta đã tiến hành thử nghiệm tiền lâm sàng với Vidatox trên 10.000 bệnh nhân, trong đó có 3.500 người nước ngoài, đem lại kết quả khả quan. Các tế bào ung thư không phát triển và sức khỏe người bệnh tiến triển tốt. Cho tới nay, Vidatox đã được thử nghiệm trên bệnh nhân ung thư phổi, ung thư cổ tử cung, ung thư tiền liệt tuyến và ung thư tụy.